# Minutemen
Minutemen – amerykański zespół rockowy założony w miejscowości San Pedro w Kalifornii w 1980. Zespół nagrał cztery albumy studyjne i osiem minialbumów do nagłej śmierci D. Boona w grudniu 1985. Grupa jest popularna w Kalifornii i kojarzona z wyrażeniem „jamming econo”, które formacja zaskarbiła sobie nonszalancją i specyficznym podejściem do albumów i koncertów. Grupa zasłynęła morderczym tempem grania koncertów, czemu zawdzięcza swoją sławę.

## Historia

### Powstanie zespołu
Historia zespołu rozpoczyna się w momencie, gdy D. Boon i Mike Watt poznali się w wieku 13 lat. Watt spacerował w parku w swoim rodzinnym mieście San Pedro w stanie Kalifornia, podczas gdy Boon bawił się wraz z rówieśnikami w grę zwaną „wojną”; nagle Boon spadł z drzewa w pobliżu Watta i zorientował się, że jeden z jego kolegów (nazywany „eskimo”) musiał go popchnąć. Nowi przyjaciele zainteresowali się muzyką; matka Boona nauczyła go grać na gitarze i zaproponowała Wattowi naukę gry na gitarze basowej. Na początku Watt nie wiedział, czym gitara basowa w ogóle jest. Ostatecznie obaj chłopcy zaczęli grać wspólnie muzykę, głównie covery lubianych utworów. Latem 1973 Boon, jego brat Joe (perkusja) i Watt założyli zespół Bright Orange Band. W 1976 muzycy zainteresowali się punkiem; tuż po śmierci matki Boona Bright Orange Band rozpadł się. Rok później Boon i Watt dołączyli do grupy Starstruck. Po rozwiązaniu Starstruck przyjaciele, wraz z perkusistą George’em Hurleyem, założyli formację The Reactionaries.
Po rozpadzie The Reactionaries, Boon i Watt założyli w styczniu 1980 Minutemen. Watt powiedział w jednym z wywiadów, że nazwa grupy nie ma żadnego związku z wymową i zwięzłością ich piosenek; nazwa nawiązuje do żołnierzy amerykańskich powoływanych w czasie wojny o niepodległość (Minuteman), a także ma oczerniać i dyskredytować skrajnie prawicową partię polityczną aktywną w USA w latach 60. W filmie dokumentalnym We Jam Econo Watt powiedział, że nazwa pochodzi od zabawy różnymi sposobami wymowy słowa „minute” (mī-ˈnüt). W ciągu kilku pierwszych miesięcy działalności zespołu bez perkusisty, Boon i Watt napisali pierwsze piosenki. Ostatecznie do grupy dołączył spawacz Frank Tonche. Grupa chciała, by do formacji dołączył George Hurley, jednak on dołączył do nowo powstałej po rozpadzie The Reactionaries zespołu Hey Taxi. Tonche opuścił Minutemen po kilku miesiącach argumentując swoje odejście niechęcią do widowni i fanów formacji; w czerwcu 1980 do zespołu dołączył Hurley. Jako pierwszy koncert zespół zagrał support przed grupą Black Flag.

### Sukces
Pierwsze nagranie EP zespołu, Paranoid Time, wyprodukował Greg Ginn z zespołu Black Flag przy pomocy SST Records; album zagwarantował zespołowi pozycję na rynku muzycznym, a także ugruntował eklektyczny styl formacji. Podobnie jak pozostałe punkrockowe grupy tego okresu, Minutemen sprzedawał swoje nagrania EP podczas koncertów oraz kilku lokalnych sklepach muzycznych. Album stał się hitem na lokalnej scenie muzycznej. Po wydaniu debiutanckiego albumu studyjnego, The Punch Line w 1981, zespół zaczął koncertować po całym kraju. Rok później formacja wydała kolejne nagranie, Bean-Spill. Z czasem zespół stawał się najpopularniejszych zespołów w USA na rynku podziemnym.
Na początku działalności grupa unikała komercyjności (w ich sloganie „mersh”), dodatków takich jak gitarowe sola, długie refreny itp. Elementy te jednak stały się symbolem zespołu po wydaniu swojego drugiego albumu studyjnego, What Makes a Man Start Fires?, w styczniu 1983, kiedy Minutemen zdobył uznanie społeczności związanych z punkiem i rockiem alternatywnym. Zespół wyruszył w najdłuższą w całej swojej historii trasę koncertową (dwukrotną po Europie razem z Black Flag). Ich niezwykle napięty plan koncertów spowodował, że formacja stała się bardzo znana na scenie hardcore. Pod koniec 1983 grupa wydała swój trzeci album, Buzz or Howl Under the Influence of Heat. Był to jeden z pierwszych w historii punkowych albumów zawierających dźwięk trąbki (utwór „The Product”).
Wpływ na muzykę rockową poprzez eklektyczny styl Minutemen został najlepiej ukazany na albumie Double Nickels on the Dime (1984). Pomimo tego, że album był nierzadko zaliczany do muzyki mainstreamowej, to Double Nickels jest uważany za najbardziej wyrazisty i innowacyjny album w historii gatunku hardcore punk. Przy pisaniu materiału na Double Nickels uczestniczyli tacy muzycy jak Henry Rollins, Chuck Dukowski i Joe Baiza. W 1985 Minutemen wydał swój najbardziej „komercyjnie brzmiący” album – Project: Mersh. Pomimo że album trafiał w gusta ówczesnych słuchaczy muzyki mainstreamowej, to sprzedał się w małym nakładzie w porównaniu do Double Nickels; Project: Mersh był krytykowany za komercyjność, co nie zostało odebrane w społeczności hardcore-punkowej i punkowej. Po wydaniu czwartego albumu studyjnego, 3-Way Tie (For Last), wydanego w grudniu 1985, zespół chwilowo zawiesił swoją działalność. Ostatnią trasę koncertową Minutemen odbył wraz z zespołem R.E.M. Ostatni koncert formacji miał miejsce w Charlotte w Północnej Karolinie 13 grudnia 1985.

### Śmierć D. Boona i rozpad grupy
Zbliżający się nowy rok (1986) zapowiadał się dla grupy obiecująco – Minutemen planował wydać w połowie studyjny, w połowie koncertowy album na trzech płytach (robocza nazwa brzmiała 3 Dudes, 6 Sides, Half Studio, Half Live). Utwory nagrane na żywo zostały wyłonione w specjalnym głosowaniu (zespół chciał zapobiec powstaniu bootlegów); grupa chciała uniknąć incydentu z udziałem jednego z DJ-ów z Arizony. Rok później Watt i Hurley nagrali ostatecznie utwory wybrane w głosowaniu i wydali pod nazwą Ballot Result. W dodatku Richard Meltzer przesłał Wattowi teksty dziesięciu utworów, na których miał wystąpić. W związku ze śmiercią D. Boona żaden z tych projektów nie został zrealizowany.
22 grudnia 1985 D. Boon zginął w wypadku samochodowym – jego śmierć oznaczała koniec Minutemen. Watt popadł w ciężką depresję, został jednak przekonany do powrotu do nagrywania przez Sonic Youth. Jakakolwiek działalność artystyczna Watta jest dedykowana Boonowi.

### Po rozwiązaniu
Po śmierci Boona Hurley i Watt zamierzali zakończyć karierę muzyczną. Do pozostania na scenie zostali zachęceni przez fana Minutemen Eda Crawforda, z którym potem utworzyli zespół Firehose. Ponadto każdy z muzyków rozpoczął karierę solową.
Watt wydał trzy przyjęte pozytywnie przez krytyków albumy studyjne, ponadto trzy wraz z grupą Banyan (razem z takimi artystami jak Stephen Perkins (Jane’s Addiction), Nels Cline (Wilco) i Money Mark Nishita (Beastie Boys)). Ponadto zagrał w piosence „Providence” z albumu Daydream Nation zespołu Sonic Youth i na utworach „In the Kingdom #19” i „Bubblegum” z albumu EVOL. Brał udział w trasie koncertowej z zespołem Porno for Pyros (1996) i J Mascis and the Fog (2000, 2001), a także został basistą The Stooges w 2003. Hurley współpracował z takimi artystami jak Vida, Mayo Thompson i Red Crayola. Po rozpadzie Firehose w 1994 Hurley i Watt kontynuowali wspólnie nagrywać muzykę (nagrali m.in. utwór dla NORML).

## Dyskografia

### Albumy studyjne
- The Punch Line (1981)
- What Makes a Man Start Fires? (1983)
- The Politics of Time (1984)
- Double Nickels on the Dime (1984)
- 3-Way Tie (For Last) (1985)

### Minialbumy
- Paranoid Time (1980)
- Joy (1981)
- Bean-Spill (1982)
- Buzz or Howl Under the Influence of Heat (1983)
- Tour-Spiel (1984)
- Project: Mersh (1985)
- Minuteflag (1985)